# Ian Abercrombie
Ian Abercrombie (11. september 1934 - 26. januar 2012) var en engelsk skuespiller og tegnefilmsdubber. Han var sikkert bedst kendt som stemmen bag Palpatine i Star Wars: The Clone Wars.